# Brian Kennedy
Brian Kennedy es un popular cantautor y escritor nacido en Belfast (Irlanda del Norte) en 1966.
Poniendo voz al tema You Raise Me Up, compuesta por Secret Garden, llegó al número 4 en Reino Unido. En el año 2000 también pone voz al espectáculo Riverdance en Brodway. En 2006 representó a Irlanda en el Festival de la Canción de Eurovisión en Atenas, con la canción "Every song is a cry for love", compuesta por él mismo, y que constituyó la canción número 1000 en la historia del festival. Quedó en novena posición en la semifinal y en décima posición en la final, la mejor clasificación irlandesa desde 2001 hasta hoy en el certamen europeo. La canción, además, fue n.º 4 en las listas irlandesas. En 2012 forma parte del jurado de la edición irlandesa de La Voz, con gran repercusión mediática. Ha grabado doce álbumes.

## Novelas
- The Arrival of Fergal Flynn (Hodder, 2004)
- Roman Song (Hodder, 2005)

## Discografía
- The Great War Of Words (1990)
- A Better Man (1996)
- Now That I Know What I Want (1999)
- Won't You Take Me Home The Rca Years (2000)
- Get On With Your Short Life (2001)
- On Song (2003)
- Live In Belfast (2004)
- On Song 2: Red Sails In The Sunset (2005)
- Homebird (2006)
- Interpretations (2008)
- Voice (2012)
- A Love Letter To Joni (2013)